# Alexander May (Regisseur, 1970)
Alexander May (* 16. Dezember 1970 in Trier) ist ein deutscher Theaterleiter und Regisseur für  Schauspiel, Musiktheater und Hörbuch.

## Leben
Alexander May absolvierte zunächst eine Ausbildung zum Steinbildhauer und Steinmetz und arbeitete einige Jahre in diesem Beruf. Als Steinrestaurator war er in der Antikensammlung des Pergamonmuseums in Berlin tätig.
1999 gründete er die freie Theatergruppe „Fragment“, mit der er zahlreiche Produktionen in Berlin realisierte. Parallel dazu arbeitete er als Regieassistent unter anderem mit Claus Peymann, Thomas Langhoff und Christoph Schlingensief.
Von 2001 bis 2005 war er Regieassistent am Bayerischen Staatsschauspiel München, wo er unter anderem mit Barbara Frey und Jan Bosse arbeitete. 2005 inszenierte er im Münchner Marstall Genua 01 von Fausto Paravidino. Seit 2005 ist Alexander May als freier Regisseur tätig.
Er inszenierte unter anderem am Bayerischen Staatsschauspiel, Schauspiel Essen, Theater Trier, Theater Augsburg, Staatstheater Nürnberg, Theater Osnabrück, Schauburg München, Kammeroper München und bei den Salzburger Festspielen.
2011 inszenierte er am Theater Trier das Generationendrama Eine Familie des US-amerikanischen Dramatikers Tracy Letts. Seine Inszenierung wurde 2012 als Publikums-Favorit für die „Theatermaske“, dem Kulturpreis der „Gesellschaft der Freunde des Trierer Theaters“, nominiert. In der Spielzeit 2014/15 realisierte er am Theater Trier Aischylos’ Familientragödie Die Orestie.
Ab der Spielzeit 2015/16 war er als künstlerischer Direktor und Spielleiter am Theater Pforzheim tätig.
In der Übergangsspielzeit 2017/18 übernahm er als Mitglied der Theaterleitung des Theaters Trier die Aufgaben als Chefdramaturg und Regisseur.
Von 2018 bis 2020 arbeitete er als Stellvertretender Intendant, Chefdramaturg und Regisseur am Rheinischen Landestheater Neuss.
Seit 2017 inszeniert Alexander May die jährliche Arenashow des Kaltenberger Ritterturniers mit über 200 Mitwirkenden. 
Seit 2021 ist Alexander May Intendant der Burgfestspiele Mayen.
In den Interrimsspielzeiten 2022/23 und 2023/24 übernahmen Alexander May und Christine Hofer gemeinsam die Intendanz am Landestheater Schwaben, verantwortlich für Ensemble und Spielplan.

## Inszenierungen
2024
- Tag der Vergeltung von Thomas Limpinsel (Arenashow) // Kaltenberger Ritterturnier
- Sonny Boys von Neil Simon // Burgfestspiele Mayen
- Endspiel von Samuel Beckett // Landestheater Schwaben

2023
- Der Doppelte Ritter von Thomas Limpinsel (Arenashow) // Kaltenberger Ritterturnier
- The Black Rider von Tom Waits, William S. Burroughs, Robert Wilson // Burgfestspiele Mayen

2022
- Der Feldherr des Königs von Thomas Limpinsel (Arenashow) // Kaltenberger Ritterturnier
- Brigitte Bordeaux von Tom van Hasselt (Uraufführung) // Burgfestspiele Mayen
- Quartett von Heiner Müller // Landestheater Schwaben

2021
- Das Produkt von Mark Ravenhill // Theater Vorpommern, Greifswald
- Versteckt von Simon Beckett // Teo-Otto-Theater, Remscheid

2020
- The Black Rider von Tom Waits, William S. Burroughs, Robert Wilson // Rheinisches Landestheater Neuss

2019
- All das Schöne von Duncan Macmillan, Schauspiel // Rheinisches Landestheater Neuss
- Der Kampf der Brüder von Thomas Limpinsel // Kaltenberger Ritterturnier

2018
- Der schwarze Prinz von Thomas Limpinsel // Kaltenberger Ritterturnier
- Brigitte Bordeaux von Sergey Gössner, Schauspiel (Uraufführung)
- San Paolo von Sidney Corbett (nach einem Libretto von Ralf Waldschmidt) // Theater Osnabrück, Oper, Uraufführung
- Don Carlos, Schauspiel von Friedrich Schiller // Theater Trier

2017
- Der letzte Ritter, Turnierschow von Michael Peinkofer // Kaltenberger Ritterturnier
- Shylock!, Musical von Stephan Kanyar und Brigitte Fassbaender // Theater Pforzheim
- Ewig Jung, Songdrama von Erik Gedeon // Theater Pforzheim

2016
- Mann mit Flügel, Musical für eine Person und einen Flügel von Arpad Bondy // Theater Pforzheim
- Die Zauberflöte von Wolfgang Amadeus Mozart // Theater Osnabrück
- Hamlet, Schauspiel von William Shakespeare // Theater Pforzheim
- Hänsel und Gretel, Oper von Engelbert Humberdinck // Theater Pforzheim

2015
- Die Krönung der Poppea, Oper von Claudio Monteverdi // Theater Pforzheim
- Tschick & Bilder deiner großen Liebe, zwei Schauspiele von Wolfgang Herrndorf // Theater Pforzheim
- Nabucco, Oper von Giuseppe Verdi // Theater Pforzheim
- Germanicus, Oper von Georg Philipp Telemann // Theater Osnabrück
- Alexandra oder der Traum vom Fliegen // Pasinger Fabrik München
- Die Orestie, Schauspiel von Aischylos // Theater Trier

2014
- Der Schimmelreiter nach Theodor Storm // Theater Osnabrück
- Comedian Harmonists, Musical von Franz Wittenbrink und Gottfried Greiffenhagen // Theater Osnabrück

2013
- Falstaff, Oper von Antonio Salieri, Kammeroper München // Schloss Nymphenburg München
- Das große Heft, Oper, Uraufführung von Sidney Corbett // Theater Osnabrück

2012
- Wir waren (la vie de marchendise), Wiliam Pellier (Deutsch von Frank Weigand und Leyla-Claire Rabih) // Theater Osnabrück
- Tschick, Spielfassung von Robert Koall // Theater Osnabrück
- Faust, Johann Wolfgang von Goethe // Schauspielmanufaktur Nördlingen

2011
- Tod einer Hündin, Theaterprojekt nach Euripides // Theater Osnabrück
- Eine Familie, Schauspiel von Tracy Letts // Theater Trier

2010
- Osama der Held, Schauspiel von Dennis Kelly // Schauspiel Essen
- Doch ich lebe immer noch, Ein Theaterprojekt // Landestheater Schwaben
- Die Räuber, Schauspiel von Friedrich Schiller // Schauburg München
- Die Zwerge von Markus Heitz // Theaterzelt das Schloss München
- Die nächste Unschuld von Kristo Šagor // Landestheater Schwaben

2009
- Il re pastore, Oper von Wolfgang Amadeus Mozart // Theater Augsburg
- Gerettet, Schauspiel von Edward Bond // Schauburg München
- Speer, Schauspiel von Esther Vilar // Kongresshalle Nürnberg

2008
- Die Räuber, Schauspiel nach Friedrich Schiller // Theater Trier
- Dichter zu Gast, Szenische Lesereihe der Salzburger Festspiele
- Ein bisschen Ruhe vor dem Sturm von Theresia Walser // Kongresshalle Nürnberg
- Winter Drama von Jon Fosse // Landestheater Schwaben
- Die fetten Jahre sind vorbei von Hans Weingartner // Kongresshalle Nürnberg

2007
- Wunschkonzert von Franz Xaver Kroetz // Hoffmannkeller
- Fräulein Julie von August Strindberg // Komödie Augsburg
- Zum Sterben schön von Ditte Schupp // white BOX

2006
- Bungee Jumping oder die Geschichte vom goldenen Fisch, Psychothriller-Märchen-Krimi von Jaan Tätte // Landesbühne Schwaben/Memmingen
- Drei Schwestern nehmen den Bus nach Anton Tschechow // München
- Der Stiefel und sein Socken, Clowneskes Schauspiel von Herbert Achternbusch // Landestheater Schwaben

2005
- Josefine Mutzenbacher, Szenische Lesung // München
- Genua 01 nach Fausto Paravidino | Deutsch von Georg Holzer // Bayrisches Staatsschauspiel

2003
- Irgendwo auf der Welt, Lieder und Texte aus dem Exil // Theater im Haus der Kunst
- Rennschwein Rudi Rüssel, nach dem Kinderbuch von Uwe Timm // Bayerischen Staatsschauspiel

2001
- Lem On Space, Szenische Lesereihe // Pavillon am Weinbergsweg im Volkspark, Berlin
- Die Kurve von Tankred Dorst // Tacheles, Berlin

1998
- Raumschiff Superprice, Freie Theatertage Berlin

1997
- Draußen vor der Tür von Wolfgang Borchert // Berlin

1996
- AUS:WEG:LOS! von Rik Belenk // Theaterschiff la mar

## Hörspiel/Hörbuch (Regie)
2023
- Murtagh von Christopher Paolini, Hörbuch, Argon Verlag
- Das kalte Herz von Wilhelm Hauff, Hörbuch, Der Hörverlag

2021
- Die Rückkehr der Zwerge, Teil 1&2 von Markus Heitz
- Abgetrennt von Michael Tsokos

2020
- Harte Jahre von Mario Vargas Llosa, Hörbuchregie

2019
- Der zerbrochene Krug von Heinrich von Kleist, Hörspiel der Reihe Drama Baby von Reclam/Sony
- Hamlet von William Shakespeare, Hörspiel der Reihe Drama Baby von Reclam/Sony
- Maria Stuart von Friedrich Schiller, Hörspiel der Reihe Drama Baby von Reclam/Sony

2018
- Nathan der Weise von Gotthold Ephraim Lessing, Hörspiel der Reihe Drama Baby von Reclam/Sony
- Wilhelm Tell von Friedrich Schiller, Hörspiel der Reihe Drama Baby von Reclam/Sony
- Faust – Der Tragödie erster Teil von Johann Wolfgang von Goethe, Hörspiel der Reihe Drama Baby von Reclam/Sony

2017
- Der Mann, der zu träumen wagte von Graeme Simsion, Hörbuch, Argon Verlag

2015
- Sehr geehrter Herr M von Herman Koch, Hörbuch, Argon Verlag

2013
- Der eiserne Sommer von Angelika Felenda, Hörbuch, Der Hörverlag

2010
- Ein diskreter Held von Mario Vargas Llosa, Hörbuch, Der Hörverlag
- Die Zwerge - live: Das Fantasy-Epos mit Johannes Steck und Corvus Corax von Markus Heitz, Hörbuch, Osterwold Audio

## Preise und Auszeichnungen

### Preise
- Die Inszenierung „Die Fetten Jahre sind vorbei“ am Staatstheater Nürnberg erhielt den Preis „Beste Produktion 2008/09“

### Nominierungen
- Nominiert für die Theatermaske Trier für die beste Künstlerische Leistung des Jahres 2011 am Theater Trier.
- Ehrung der Inszenierung von Tracey Letts „Eine Familie“